# العلاقات الأذربيجانية الأسترالية
العلاقات الأذربيجانية الأسترالية هي العلاقات الثنائية التي تجمع بين أذربيجان وأستراليا.

## مقارنة بين البلدين
هذه مقارنة عامة ومرجعية للدولتين:
| وجه المقارنة                                              | أذربيجان        | أستراليا                                   |
| --------------------------------------------------------- | --------------- | ------------------------------------------ |
| المساحة (كم2)                                             | 86.60 ألف       | 7.69 مليون                                 |
| عدد السكان (نسمة)                                         | 10.00 مليون     | 24.51 مليون                                |
| الكثافة السكانية (ن./كم²)                                 | 115.47          | 3.19                                       |
| العاصمة                                                   | باكو            | كانبرا، ملبورن                             |
| اللغة الرسمية                                             | اللغة الأذرية   | لغة إنجليزية                               |
| العملة                                                    | مانات أذربيجاني | دولار أسترالي، جنيه إسترليني، جنيه أسترالي |
| الناتج المحلي الإجمالي (بليون دولار)                      | 40.75 مليار     | 1.32 تريليون                               |
| الناتج المحلي الإجمالي (تعادل القوة الشرائية) بليون دولار | 171.56 مليار    | 1.10 تريليون                               |
| الناتج المحلي الإجمالي الاسمي للفرد دولار أمريكي          | 5.50 ألف        | 56.31 ألف                                  |
| الناتج المحلي الإجمالي للفرد دولار أمريكي                 | 17.52 ألف       | 45.92 ألف                                  |
| مؤشر التنمية البشرية                                      | 0.751           | 0.939                                      |
| رمز المكالمات الدولي                                      | +994            | +61                                        |
| رمز الإنترنت                                              | .az             | .au                                        |
| المنطقة الزمنية                                           | ت ع م+04:00     |                                            |

## منظمات دولية مشتركة
يشترك البلدان في عضوية مجموعة من المنظمات الدولية، منها:
| علم المنظمة | اسم المنظمة                               | تاريخ انضمام أذربيجان | تاريخ انضمام أستراليا |
| ----------- | ----------------------------------------- | --------------------- | --------------------- |
|             | يونسكو                                    | 3 يونيو 1992          | 4 نوفمبر 1946         |
|             | مؤسسة التمويل الدولية                     | 11 أكتوبر 1995        | 20 يوليو 1956         |
|             | بنك التنمية الآسيوي                       | 1999                  | 1966                  |
|             | المركز الدولي لتسوية المنازعات الاستشارية | 18 أكتوبر 1992        | 1 يونيو 1991          |
|             | منظمة حظر الأسلحة الكيميائية              | ?                     | ?                     |
|             | مؤسسة التنمية الدولية                     | 31 مارس 1995          | 24 سبتمبر 1960        |
|             | وكالة ضمان الاستثمار متعدد الأطراف        | 23 سبتمبر 1992        | 10 فبراير 1999        |
|             | الاتحاد البريدي العالمي                   | ?                     | ?                     |
|             | الاتحاد الدولي للاتصالات                  | 10 أبريل 1992         | 27 مايو 1878          |
|             | منظمة الشرطة الجنائية الدولية             | ?                     | ?                     |
|             | الأمم المتحدة                             | 2 مارس 1992           | 1 نوفمبر 1945         |
|             | البنك الدولي للإنشاء والتعمير             | 18 سبتمبر 1992        | 5 أغسطس 1947          |

## وصلات خارجية
- موقع وزارة الخارجية الأذربيجانية
- موقع وزارة الخارجية الأسترالية